# Frigg Oslo FK
Der Frigg Oslo Fotballklubb ist ein Norwegischer Sportverein aus Oslo, der Fußball-, Futsal- und Bandyabteilungen besitzt. Die Fußballmannschaft des Klubs gewann mehrfach den Landespokal und spielte mehrere Jahre in der höchsten norwegischen Spielklasse.

## Geschichte

### Fußball

#### Pokalerfolge und Gründungsmitglied der Meisterschaft
Der Klub gründete sich am 17. Mai 1904 unter dem Namen SK Frigg. Anfangs trat der Klub nur zu Freundschaftsspielen an, ehe er sich 1908 im Osloer Verband organisierte. Vier Jahre später spielte die Mannschaft in der höchsten Liga, ehe der Klub 1914 seinen ersten Titel holte. Im Landespokal entschied der Klub das Endspiel gegen den SK Gjøvik-Lyn mit einem 4:2-Erfolg für sich. Zwei Jahre später wiederholte die Mannschaft den Erfolg, indem sie FK Ørn aus Trondheim mit 2:0 bezwang. Nach zwei Finalniederlagen gegen Odd Grenland respektive den FK Ørn 1919 bzw. 1920 holte der Klub 1921 gegen Odd Grenland den dritten Pokalerfolg der Vereinsgeschichte.
In den folgenden Jahren konnte SK Frigg nicht an die Erfolge der ersten Jahre anknüpfen. Sowohl in der regionalen Meisterschaft als auch dem Landespokal verpasste die Mannschaft, sich im vorderen Bereich zu etablieren. Erst im Laufe der 1930er Jahre kehrte der Klub in die Erfolgsspur zurück. Speziell im Pokal zog er in die entscheidenden Runden ein, blieb jedoch ohne Titelgewinn.
Als der Norges Fotballforbund 1937 eine landesweite Meisterschaft etablierte, gehörte SK Frigg zu den 74 Erstligisten, die in acht Distrikten aufgeteilt um den Landesmeistertitel spielten. Der Klub platzierte sich dabei im Mittelfeld seiner Staffel, ehe die Besetzung Norwegens im Zweiten Weltkrieg durch das Deutsche Reich 1940 zum Abbruch der Spielzeit und einer anschließenden Aussetzung der Meisterschaft führte. Bei Wiederaufnahme des Ligaspielbetriebs 1947 war der Klub weiterhin erstklassig, aufgrund einer Reform zum Ende der Spielzeit – die Anzahl der Erstligastaffeln und damit der Vereine wurde auf zwei respektive 16 reduziert – stieg die Mannschaft als Tabellenfünfter seines Distriktes in die zweite Liga ab.

#### Zwischen erster und zweiter Liga
Nach dem Abstieg dominierte SK Frigg seine Zweitligastaffel, verpasste jedoch nach einem 1:1-Remis und einer 0:2-Niederlage gegen Strømmen IF den direkten Wiederaufstieg. Bei der Schaffung einer neuen zweiten Liga im Sommer 1952 qualifizierte sich der Klub für diese Serie und etablierte sich dort in der Folge. Im April 1954 schloss sich der Ortsrivale SK Varg dem Klub an, der fortan als Frigg Oslo FK firmierte.
Mit gebündelten Kräften dominierte Frigg seine Zweitligastaffel und stieg nach nur einer Saisonniederlage in die erstklassige Hovedserien auf. Trotz teilweise empfindlicher Niederlagen – Fredrikstad FK und Sarpsborg FK gewannen jeweils mit 7:2-Erfolgen gegen den Klub – hielt sich die Mannschaft nach dem Wiederaufstieg in der ersten Liga. Nach drei Jahren Erstklassigkeit waren in der Spielzeit 1957/58 drei Siege, davon zwei gegen das im Saisonverlauf sieglose Tabellenschlusslicht IL Sparta zu wenig für den Klassenerhalt.
Hinter Vålerenga IF verpasste Frigg als Staffelzweiter den direkten Wiederaufstieg, erst 1961 kehrte die Mannschaft als Staffelsieger in die Erstklassigkeit zurück. Dort überraschte der Aufsteiger, der am ersten Spieltag nach einem 5:1-Sieg gegen Odd Grenland sogar kurzzeitig die Meisterschaft anführte, und verpasste als Tabellenvierter mit einem Punkt Rückstand auf den seinerzeitigen Tabellenführer Fredrikstad FK nur knapp die Teilnahme am Europapokal der Landesmeister 1962/63. Auf dieser Tabellenposition beendete der Klub schließlich die Spielzeit und qualifizierte sich damit für die unter dem Namen 1. Divisjon ausgetragene, zehn Mannschaften in einer Liga umfassende, höchste Spielklasse.
Frigg setzte sich in den ersten Jahren der neuen Spielklasse im vorderen Mittelfeld der Meisterschaft fest. Knapp 45 Jahre nach dem letzten Pokaltriumph erreichte die Mannschaft 1965 abermals das Endspiel um den Landespokal, wo die Mannschaft auf den Lokalrivalen Skeid Oslo traf. In einem der längsten Endspiele der Wettbewerbsgeschichte – seinerzeit gab es noch kein Elfmeterschießen, so dass nach erfolgloser Verlängerung ein Wiederholungsspiel angesetzt wurde, verpasste der Klub nach einer 1:2-Niederlage erst im dritten Spiel den vierten Pokaltriumph. Zwar war auch die Ligaspielzeit 1965 nicht vom Erfolg gekrönt gewesen und auf dem letzten Nicht-Abstiegsplatz beendet worden, dennoch trat die Mannschaft im folgenden Jahr erstmals im Europapokal an. Im Messestädte-Pokal 1966/67 vertrat sie Oslo in der ersten Runde gegen Dunfermline Athletic, schied aber nach zwei Niederlagen direkt aus dem Wettbewerb aus. Da sich die Mannschaft in den folgenden Jahren hinter den Ortsrivalen Skeid und Lyn Oslo platzierte, kam es zu keiner weiteren Teilnahme.
In der Spielzeit 1968 blieb Frigg erfolglos und beendete die Meisterschaft auf einem Abstiegsplatz. Auch in der zweiten Liga kämpfte der Klub im ersten Jahr gegen den Abstieg, schaffte aber im folgenden Jahr vor Odd Grenland den Wiederaufstieg in die 1. Divisjon. Dem direkten Wiederabstieg folgte der sofortige Wiederaufstieg, doch erneut misslang der Klassenerhalt.

#### Im unteren Ligabereich
Nach dem Abstieg aus der ersten Liga platzierte sich Frigg im mittleren Tabellenbereich seiner Zweitligastaffel. Regelmäßig hatte der Klub deutlichen Abstand zu den Auf- aber auch den Abstiegsrängen. In der Spielzeit 1978 griff die Mannschaft ins Aufstiegsrennen ein, hinter Rosenborg BK und Ham-Kam fehlten als Tabellendritter zwei Punkte zur Relegationsrunde zur ersten Liga. Nach einem vierten Platz im Folgejahr rutschte der Klub am Ende der Spielzeit 1980 erstmals in die Drittklassigkeit ab.
Frigg spielte auch in seiner Drittligastaffel zunächst im mittleren Bereich, 1983 folgte auch hier der Abstieg. Zwar spielte die Mannschaft um den direkten Wiederaufstieg, dieser erfolgte jedoch erst 1986. Nach einem siebten Platz in der ersten Spielzeit nach dem Aufstieg marschierte sie mit 16 Siegen in 22 Spielen in der Spielzeit 1988 in die zweite Liga. Auch hier platzierte sie sich als Tabellenvierter im vorderen Feld und qualifizierte sich somit für die nach der Einführung der Tippeliga als höchster Spielklasse neue, in zwei Staffeln ausgetragene zweite Liga. Dort war das Niveau jedoch zu hoch und der Klub trat gemeinsam mit Kristiansund FK und Surnadal IL den erneuten Gang in die Drittklassigkeit an.
In den folgenden Jahren schwankte der Klub zwischen dritter und vierter Spielklasse. Nach 20 Siegen in 22 Spielen und anschließenden Erfolgen in der Aufstiegsrunde stieg der Klub 2009 in die dritte Liga auf. Nach vier Jahren in der 3. Liga erfolgte 2013 der erneute Abstieg. Bis zur Saison 2025 folgten weitere einjährige Gastspiele in den Jahren 2016 und 2022.

### Bandy
Die Bandyabteilung von Frigg war entscheidend an der Organisation des Sports im norwegischen Eishockey- und später im eigenständigen Bandyverband beteiligt. Mehrfach zog die Mannschaft in das Endspiel um den Landesmeistertitel ein, verpasste aber regelmäßig den Titelgewinn. 1964 eingestellt, wurde die Abteilung zwischen 1975 und 1977 kurzzeitig reaktiviert. 1997 fand eine erneute Wiederaufnahme des Spielbetriebs statt, die Mannschaft spielt seither im unterklassigen Ligabereich.

## Erfolge der Fußballmannschaft

### Liga bis 1938 (Ligaspiele nur auf Kreisebene)
- Kreismeister (Oslo)
  - 1914, 1916, 1918, 1919, 1939, 1921, 1925

### Liga nach 1938
- Vierter Platz in der höchsten Spielklasse
  - 1961/62, 1964, 1966, 1967

### Landespokal
- Pokalsieger
  - 1914, 1916, 1921
- Pokalfinalist
  - 1919, 1920, 1965

### Europapokal
- Erste Runde im Messestädte-Pokal (jetzt Euro League, dazwischen UEFA-Pokal)
  - 1966 (beide Spiele 1:3 gegen die schottische Mannschaft Dunfermline Athletic verloren)

## Platzierungen der Fußballmannschaft in der Liga – ab 1949
| Saison  | Liga                               | Platz | sonstiges           |
| ------- | ---------------------------------- | ----- | ------------------- |
| 1948/49 | 1. Division, Distrikt II, Gruppe A | 1     | Relegation verloren |
| 1949/50 | 1. Division, Distrikt II, Gruppe A | 6     |                     |
| 1950/51 | 1. Division, Distrikt II, Gruppe A | 3     |                     |
| 1951/52 | Landsdelsserien Østland/Nordre     | 2     |                     |
| 1952/53 | Landsdelsserien Østland/Nordre     | 5     |                     |
| 1953/54 | Landsdelsserien Østland/Nordre     | 4     |                     |
| 1954/55 | Landsdelsserien Østland/Nordre     | 1     |                     |
| 1955/56 | Hovedserien, Gruppe B              | 5     |                     |
| 1956/57 | Hovedserien, Gruppe B              | 6     |                     |
| 1957/58 | Hovedserien, Gruppe A              | 7     |                     |
| 1958/59 | Landsdelsserien Østland/Nordre     | 2     |                     |
| 1959/60 | Landsdelsserien Østland/Nordre     | 6     |                     |
| 1960/61 | Landsdelsserien Østland/Nordre     | 1     |                     |
| 1961/62 | Hovedserien                        | 4     |                     |
| 1963    | 1. Division                        | 5     |                     |
| 1964    | 1. Division                        | 4     |                     |
| 1965    | 1. Division                        | 8     |                     |
| 1966    | 1. Division                        | 4     |                     |
| 1967    | 1. Division                        | 4     |                     |
| 1968    | 1. Division                        | 9     |                     |
| 1969    | 2. Division B                      | 6     |                     |
| 1970    | 2. Division A                      | 1     |                     |
| 1971    | 1. Division                        | 10    |                     |
| 1972    | 2. Division B                      | 1     |                     |
| 1973    | 1. Division                        | 10    |                     |
| 1974    | 2. Division B                      | 5     |                     |
| 1975    | 2. Division A                      | 7     |                     |
| 1976    | 2. Division B                      | 6     |                     |
| 1977    | 2. Division A                      | 5     |                     |
| 1978    | 2. Division B                      | 3     |                     |
| 1979    | 2. Division B                      | 4     |                     |
| 1980    | 2. Division A                      | 10    |                     |
| 1981    | 3. Division B                      | 6     |                     |
| 1982    | 3. Division B                      | 5     |                     |
| 1983    | 3. Division B                      | 10    |                     |
| 1984    | 4. Division Østland C              | 3     |                     |
| 1985    | 4. Division Østland A              | 6     |                     |
| 1986    | 4. Division Østland A              | 1     |                     |
| 1987    | 3. Division A                      | 7     |                     |
| 1988    | 3. Division C                      | 1     |                     |

| Saison | Liga                 | Platz | sonstiges           |
| ------ | -------------------- | ----- | ------------------- |
| 1989   | 2. Division B        | 4     |                     |
| 1990   | 2. Division A        | 9     |                     |
| 1991   | 1. Division A        | 11    |                     |
| 1992   | 2. Division B        | 7     |                     |
| 1993   | 2. Division B        | 11    |                     |
| 1994   | 3. Division 5        | 4     |                     |
| 1995   | 3. Division 3        | 1     |                     |
| 1996   | 2. Division 1        | 5     |                     |
| 1997   | 2. Division 1        | 11    |                     |
| 1998   | 3. Division 5        | 9     |                     |
| 1999   | 3. Division 1        | 7     |                     |
| 2000   | 3. Division 2        | 9     |                     |
| 2001   | 3. Division 5        | 1     |                     |
| 2002   | 2. Division 2        | 9     |                     |
| 2003   | 2. Division 1        | 6     |                     |
| 2004   | 2. Division 1        | 7     |                     |
| 2005   | 2. Division 2        | 13    |                     |
| 2006   | 3. Division 2        | 4     |                     |
| 2007   | 3. Division 2        | 1     | Relegation verloren |
| 2008   | 3. Division 4        | 2     |                     |
| 2009   | 3. Division 4        | 1     |                     |
| 2010   | Fair-Play-Liga 1     | 9     |                     |
| 2011   | Fair-Play-Liga 2     | 6     |                     |
| 2012   | Oddsenliga 4         | 8     |                     |
| 2013   | Oddsenliga 2         | 12    |                     |
| 2014   | 3. Division 2        | 2     |                     |
| 2015   | 3. Division 3        | 1     |                     |
| 2016   | PostNord-Liga 3      | 11    |                     |
| 2017   | Norsk-Tipping-Liga 2 | 6     |                     |
| 2018   | Norsk-Tipping-Liga 6 | 2     |                     |
| 2019   | Norsk-Tipping-Liga 2 | 8     |                     |
| 2020   | Norsk-Tipping-Liga 4 | 4     |                     |
| 2021   | Norsk-Tipping-Liga 4 | 1     |                     |
| 2022   | PostNord-Liga 2      | 14    |                     |
| 2023   | Norsk-Tipping-Liga 1 | 2     |                     |
| 2024   | Norsk-Tipping-Liga 3 | 3     |                     |

| Spielklasse |
| ----------- |
| 1.          |
| 2.          |
| 3.          |
| 4.          |
| 5.          |
| 6.          |